# Каоци
Каоци (серб. Каоци) — населенный пункт в общине Србац, который принадлежит энтитету Республике Сербской, Босния и Герцеговина. По результатам югославской переписи населения 1991 года в Каоцах проживало 797 человек.

## География
Каоци расположено в 10 километрах от общинного центра Србаца. Каоци находится у подножия горы Мотайица и у реки Сава.

## История
Ранее деревня была расположена в 4—5 километрах от нынешнего месторасположения — прямо у горы Мотайица.

## Экономика
Население занято в сельском хозяйстве, Каоци богато садами.

## Знаменитые уроженцы
- Станко Богосавац — сербский партизан антитурецкой борьбы
- Джуро Давидович — священник Сербской православной церкви

## Население
| 1948                           | 1953 | 1961 | 1971 | 1981 | 1991 | - |
| ------------------------------ | ---- | ---- | ---- | ---- | ---- | - |
| 873                            | 931  | 851  | 786  | 788  | 797  | - |
| Гистограмма динамики населения |      |      |      |      |      |   |